# Landkreis Zamosc
Powiat Zamosc (niem. Landkreis Zamosc, Kreishauptmannschaft Zamosc, pol. powiat zamojski) – jednostka podziału administracyjnego Generalnego Gubernatorstwa w latach 1939–1944, wchodząca w skład dystryktu lubelskiego. Siedziba powiatu znajdowała się w Zamościu.
Po wybuchu II wojny światowej i agresji ZSRR na Polskę obszar II Rzeczypospolitej przedzieliła Linia Mołotowa. Na części terenów II RP okupowanych wojskowo przez III Rzeszę (a więc tej, która nie została anektowana bezpośrednio przez Niemców), na podstawie dekretu Adolfa Hitlera z 12 października 1939 (z mocą obowiązującą od 26 października 1939), utworzono jednostkę administracyjno-terytorialną o nazwie Generalne Gubernatorstwo. Generalne Gubernatorstwo podzielone na cztery dystrykty, a te z kolei były podzielone na powiaty, gminy zbiorowe i wsie (właściwie dawne polskie gromady).
Jednym z powiatów dystryktu lubelskiego był Landkreis Zamosc. Objął on początkowo tylko obszary należące przed wojną do powiatu zamojskiego w województwie lubelskim: miasta Zamość i Szczebrzeszyn oraz gminy Krasnobród, Łabunie, Mokre, Nielisz, Nowa Osada, Radecznica, Skierbieszów, Stary Zamość, Suchowola, Sułów, Tereszpol, Wysokie i Zwierzyniec.
29 kwietnia 1940 zmieniono podział dystryktu lubelskiego znosząc Landkreis Tomaschow-Lubelski, którego obszar podzielono między Landkreis Zamosc i Landkreis Hrubieszów. Większa część Landkreis Tomaschow-Lubelski przypadła Landkreisowi Zamosc, i obejmowała:
- prawie cały obszar przedwojennego powiatu tomaszowskiego z woj. lubelskiego – miasto Tomaszów Lubelski oraz gminy  Jarczów, Komarów, Kotlice, Krynice, Łaszczów, Majdan Górny, Majdan Sopocki, Pasieki, Rachanie, Tarnawatka i Tyszowce[5],
- fragment powiatu lubaczowskiego z woj. lwowskiego – miasto Cieszanów, gminy Narol Miasto i Płazów, połowę gminy Lipsko (gromady Lipsko, Kadłubiska i Narol Wieś oraz część Łówczy o nazwie Wola) oraz połowę gminy Cieszanów (gromady Lubliniec Nowy, Lubliniec Stary i Niemstów),
- fragment powiatu rawskiego z woj. lwowskiego – gminę Bełżec[6].

Równocześnie zachodnią część Landkreis Zamosc włączono do Landkreis Bilgoraj – miasto Szczebrzeszyn oraz gminy Radecznica, Tereszpol i Zwierzyniec. Po zmianie tej Landkreis Zamosc obejmował 3 miasta (Zamość, Cieszanów, i Tomaszów Lubelski) i 26 gmin zbiorowych, podzielonych na 333 wsie (gromady).
Wraz z wybuchem wojny niemiecko-radzieckiej 22 czerwca 1941, hitlerowcy okupowali całość radzieckiego obwodu lwowskiego, włączając go do Generalnego Gubernatorstwa. Mimo że terytoria przedwojennych powiatów lubaczowskiego i rawskiego znalazły się teraz pod jedną administracją niemiecką, okupanci nie zdecydowali się na połączenie obszarów w granicach Landkreis Zamosc z nowo zdobytymi obszarami, tworząc dla nich Landkreis Rawa Ruska w nowym dystrykcie Galicja.
Między marcem 1943 a czerwcem 1943 na terenie Landkreis Zamosc naziści operowali obóz zagłady w Bełżcu. W czerwcu 1940 w Rotundzie Zamojskiej Niemcy utworzyli przejściowy obóz dla ludności aresztowanej w ramach niemieckiej Akcji AB Nadzwyczajnej Akcji Pacyfikacyjnej (Außerordentliche Befriedungsaktion).
Landkreis Zamosc funkcjonował do 25 lipca 1944. 22 sierpnia 1944 przywrócono powiat zamojski o przedwojennych granicach w nowym województwie lubelskim, natomiast południowe gminy i gromady "galicyjskie" powróciły do powiatu lubaczowskiego w resztkowym województwie lwowskim, gdzie pozostały aż do utworzenia na tym obszarze województwa rzeszowskiego z dniem 18 sierpnia 1945; jedynie gminę Bełżec włączono do reaktywowanego powiatu tomaszowskiego w województwie lubelskim.

## Miejscowości
Lista największych miejscowości w Landkreis Zamosc w 1943 roku:
| Miejscowość       | Status | Liczba mieszkańców 1.III.1943 | Gmina             |
| ----------------- | ------ | ----------------------------- | ----------------- |
| Zamość            | miasto | 22456                         | Zamość            |
| Tomaszów Lubelski | miasto | 6208                          | Tomaszów Lubelski |
| Bełżec            | wieś   | 4260                          | Bełżec            |
| Lubliniec Nowy    | wieś   | 2285                          | Cieszanów         |
| Bodaczów          | wieś   | 2010                          | Sułów             |
| Deszkowice        | wieś   | 1916                          | Sułów             |
| Wirkowice         | wieś   | 1805                          | Nielisz           |
| Suchowola         | wieś   | 1710                          | Suchowola         |
| Niedzieliska      | wieś   | 1650                          | Mokre             |
| Krasnobród        | wieś   | 1547                          | Krasnobród        |
| Majdan Górny      | wieś   | 1504                          | Majdan Górny      |
| Cieszanów         | miasto | 1477                          | Cieszanów         |
| Wożuczyn          | wieś   | 1468                          | Komarów           |
| Majdan Nepryski   | wieś   | 1404                          | Krasnobród        |
| Tarnawatka        | wieś   | 1400                          | Tarnawatka        |
| Ruda Różaniecka   | wieś   | 1374                          | Płazów            |
| Rachanie          | wieś   | 1368                          | Rachanie          |
| Lubliniec Stary   | wieś   | 1345                          | Cieszanów         |
| Łabunie           | wieś   | 1311                          | Łabunie           |
| Nielisz           | wieś   | 1290                          | Nielisz           |
| Narol Miasto      | wieś   | 1233                          | Narol Miasto      |
| Żuków             | wieś   | 1230                          | Płazów            |
| Majdan Wielki     | wieś   | 1159                          | Tarnawatka        |
| Huta Różaniecka   | wieś   | 1145                          | Płazów            |
| Wierzba           | wieś   | 1122                          | Stary Zamość      |
| Paary             | wieś   | 1097                          | Pasieki           |
| Komarów os.       | wieś   | 1080                          | Komarów           |
| Lipsko            | wieś   | 1074                          | Lipsko            |
| Dębina            | wieś   | 1067                          | Tyszowce          |
| Śniatycze         | wieś   | 1058                          | Komarów           |
| Narol Wieś        | wieś   | 1055                          | Lipsko            |
| Krasne            | wieś   | 1052                          | Stary Zamość      |
| Dub               | wieś   | 1044                          | Kotlice           |
| Udrycze           | wieś   | 1037                          | Stary Zamość      |
| Szarowola         | wieś   | 1005                          | Tarnawatka        |
| Jarosławiec       | wieś   | 1004                          | Nowa Osada        |